# Châtillon, Hauts-de-Seine

Châtillon este o comună în departamentul Hauts-de-Seine, Franța. În 2009 avea o populație de 32,448 de locuitori.